# Stensjöflon
Stensjöflon är ett naturreservat i Sollefteå kommun i Västernorrlands län.
Området är naturskyddat sedan 1998 och är 842 hektar stort. Reservatet omfattar myrarna Fjällflon, Sjömyran, Stensjöflon, Östansjömyran, Lill-Långtjärnflon, Rödmossaflon och Runflon med omgivande gles granskog. Myrarna består av kärr, rikkärr, sumpskogar och olika typer av mossar.